# Liste des aéroports en Guinée-Bissau
Voici une liste des aéroports de Guinée-Bissau, triés par lieu.

## Aéroports
| Lieu       | OACI | IATA | Nom                                             | Coordonnées                  |
| ---------- | ---- | ---- | ----------------------------------------------- | ---------------------------- |
| Bafatá     | GGBF |      | Aéroport de Bafatá (en)                         | 12° 10′ 35″ N, 14° 39′ 30″ O |
| Bissau     | GGOV | OXB  | Aéroport international Osvaldo Vieira de Bissau | 11° 53′ 41″ N, 15° 39′ 13″ O |
| Bubaque    | GGBU | BQE  | Aéroport de Bubaque (en)                        | 11° 17′ N, 15° 50′ O         |
| Cufar (en) | GGCF |      | Aéroport de Cufar (en)                          | 11° 17′ 17″ N, 15° 10′ 50″ O |
| Gabu       | GGGB |      | Aéroport de Nova Lamego (en)                    | 12° 17′ 30″ N, 14° 14′ 10″ O |
| Quebo      |      |      | Aéroport de Quebo (en)                          | 11° 32′ 15″ N, 14° 45′ 45″ O |